# Brassac-les-Mines
Brassac-les-Mines é uma comuna francesa na região administrativa de Auvérnia-Ródano-Alpes, no departamento Puy-de-Dôme. Estende-se por uma área de 7,19 km². Em 2010 a comuna tinha 3 471 habitantes (densidade: 482,8 hab./km²).